# Diocèse de Derry et Raphoe
Le diocèse de Derry et Raphoe est un diocèse anglican de l'Église d'Irlande dépendant de la province d'Armagh.
Les cathédrales épiscopales sont celles de
- Saint-Colomba de Derry,
- Saint-Eunan de Raphoe.